# Derbe
Derbe è un'antica città dell'attuale Turchia. La città viene citata nel libro biblico intitolato Atti degli Apostoli (14:6, 16:1) ed era situata nei pressi dell'antica Listra.. È l'unica città menzionata nel Nuovo Testamento in cui il messaggio del Vangelo è stato accolto sin dall'inizio dai suoi abitanti.  

## Posizione geografica
Nonostante sia tuttora oggetto di discussione, la più probabile collocazione di Derbe sarebbe circa 22 km a nord-nord-est della città di Karaman (Turchia, antica Laranda) su una collina nota come Kerti Hüyük.

## Storia
Alcune chiese furono costruite per commemorare la visita di Paolo di Tarso (Atti degli Apostoli, 14:20-21).
In tempi antichi, Derbe era una delle poche città cristiane, e veniva usata come rifugio per i viaggiatori cristiani. La sua chiesa cristiana fu bruciata e sepolta nel terreno dall'imperatore romano Diocleziano, durante la persecuzione dei cristiani. Questo evento avvenne prima del 300. Dopo la distruzione di Derbe, ci fu un esodo di massa della popolazione.
Si crede anche che una chiesa in rovina sia stata la casa dell'ultimo vescovo di Derbe, attorno al 1001. Ad oggi restano poche monete ed iscrizioni di Derbe.